# Hit FM (Österreich)
HiT FM war von 2001 bis 2012 ein österreichischer Privatradiosender, mit Sendegebiet Niederösterreich und Burgenland, und ein Unternehmen der zur deutschen Medien Union gehörenden Moira Rundfunk, welche unter anderem auch Betreiber von Radio 88.6 in Wien ist. Im Mai 2012 erfolgte die Fusion mit Radio 88.6.
Es wird aber weiterhin unter „88.6 regional“ auf den ehemaligen HiT FM Frequenzen gesendet. Derzeit werden aus Wien (auf der Frequenz 88,6 MHz) und aus St. Pölten (ehemaliges HiT FM Sendestudio) eigenständige Programme „on air“ geschickt.

## Geschichte
Das HiT FM-Netzwerk setzte sich zu Beginn aus den Sendegebieten der ehemaligen Lokalradiosender PL1 im Raum St. Pölten und Radio W4 (Waldviertel) zusammen. Am 21. November 2001 ging der damalige Jugendsender mit dem Claim „Jeden Tag neue Hits“ im CHR Format auf Sendung. 2002 wurden auch die Lokalradiosender Digi Hitradio im Mostviertel und Antenne 4 im Burgenland in das HiT FM Netzwerk integriert. Die letzte Erweiterung fand 2007 statt, als aus dem Jugendsender Party FM im südlichen Niederösterreich, HiT FM NÖ Süd wurde.
Es folgte auch eine Musikumstellung vom CHR Format zu AC.
Der letzte Claim des Senders war „Wir lieben Musik“. Mit Anfang 2012 fiel der bis dahin groß beworbene Subclaim „kein Hit doppelt von 6 bis 6“ weg.
Das HiTFM Sendestudio befand sich bis Ende 2010 im Bühl Einkaufszentrum in Krems, im Dezember wurde nach Sankt Pölten ins BIZ übersiedelt.
Im Mai 2012 ging die elfjährige Geschichte von HiT FM mit der Fusion zu Ende.

## Mitarbeiter HiTFM (letzte Besetzung vor der Fusion mit 88.6)
- Geschäftsführer: Ralph Meier-Tanos
- Programmchef: Petr Jungmann
- Chefredakteurin: Christina Meister
- Moderatoren: David Gansterer, Birgit Hofbauer, Lukas Hawlik, Jago Kamitz, Daniel Kogler und Christina Meister
- Redaktion: Christian Traunwieser, Christine Schwab
- Technik: Oswin Pühringer, Christoph Pfaffinger